# 南部利謹
南部 利謹（なんぶ としのり）は、江戸時代中期の陸奥国盛岡藩の世嗣。通称は三郎。官位は従四位下・信濃守。

## 経歴
8代藩主・南部利雄の長男として誕生。母は前田吉徳養女（前田利章の長女）・弓。諱は嵩信、のち利謹。利雄の嫡子であり、盛岡藩嗣子となる。附役は用人の葛西正兵衛や伊東清作、下斗米小四郎が兼務する。
宝暦11年（1761年）2月15日、10代将軍・徳川家治に御目見する。同年12月18日、従五位下・信濃守に叙任する。安永3年（1774年）11月18日、公的には病気を理由に嫡子の地位を辞退する。実際には乱行を理由に廃嫡された。代わりに旗本であった分家の利正が父・利雄の養嗣子となる。廃嫡後は盛岡で生活する。

## 人物と廃嫡の理由
父の利雄が別名を「惣四郎様（そうしろうさま）」（家臣が進言すると何でも「そうしろ」と答えたという）と呼ばれたのと違い、文武両道で覇気のある人物であった。しかし、田沼意次に取り入り幕閣にのし上がろうと野望を抱き、本藩に知らせず独断で政界工作を行っていた事実が露見したため、これに驚いた父・利雄が幕府に「病気のため湯治させる」と申し出て盛岡に連れ戻し、利謹は廃嫡された。
側室の「るん」を溺愛し、るんの死後はその母親まで妾にするなど、常軌を逸した入れ込みようであった。その後「るん」に瓜二つであった町人の妻（於米之方、油御前）を強引に側室にした。
江戸住みの頃は、昼間から側室の部屋に入り浸り、情事にふけるなど、非常に好色であった。
また寛政2年（1790年）に盛岡藩を旅した高山彦九郎は領民から、若殿（利謹）に政務を批判された役人たちが讒言して押し込めた、という話を聞いたと記している。なお、子の利済は父である利謹の諱の一字である「謹」を自身や子につけている。

## 系譜
- 父：南部利雄（1724-1780）
- 母：弓 - 前田吉徳養女、前田利章の長女
- 正室：麻姫 - 黒田継高の六女
- 側室：るん
- 側室：於米之方 - 清鏡院、石原氏。側室で利済生母である石原氏（清鏡院）は俗称「油御前」といわれる庶民出の女性で、塗師の寡婦であり、利謹の死後に聖寿寺に出家し、妙白尼と称した。
  - 次男：南部利済（1797-1855）